# 塞巴斯蒂安·普赖斯
塞巴斯蒂安·普赖斯（德語：Sebastian Preiß，1981年2月8日—），德国男子手球运动员。他曾代表德国参加2007年、2009年和2011年世界男子手球锦标赛，其中2007年世锦赛获得冠军。